# Френкель Арон Абрамович
Арон Абрамович (Авраамович) Френкель (1894, село Жеребець Олександрівського повіту Катеринославської губернії, тепер село Таврійське Оріхівського району Запорізької області — розстріляний 25 лютого 1939, місто Москва, тепер Російська Федерація) — радянський державний і партійний діяч, секретар Донського бюро ЦК РКП(б), відповідальний секретар Північно-Маньчжурського обласного комітету ВКП(б). Член Комісії партійного контролю при ЦК ВКП(б) у 1934—1937 роках.

## Життєпис
Народився в єврейській родині службовця в селі Жеребець Олександрівського повіту Катеринославської губернії (за іншими даними — в місті Єлисаветгаді). У 1904—1906 роках — учень міського початкового училища у Варшаві, закінчив два класи.
У 1906—1914 роках — учень Варшавської гімназії, працював репетитором у Варшаві.
Член РСДРП(б) з 1912 року.
У 1914 році закінчив гімназію в місті Варшаві.
У 1914—1915 роках — студент Петербурзького (Петроградського) психоневрологічного інституту. У 1915—1917 роках — студент Донського університету в Ростові-на-Дону, закінчив два курси.
У березні — жовтні 1917 року — член робітничого революційного комітету виконавчого комітету Ростовської-на-Дону міської ради, член виконавчого комітету Ростово-Нахічеванської міської ради.
У грудні 1917 — травні 1918 року — член Донського обласного революційного комітету; редактор газети «Наше знамя» та інших більшовицьких газет у Ростові-на-Дону, Новочеркаську, Воронежі та станиці Каменській. У травні 1918 року в складі експедиції Подтьолкова відправився в райони верхнього Дона для проведення мобілізації в Червону армію. Після оточенні загону зумів втекти. У травні — липні 1918 року — член Донського радянського уряду; редактор більшовицьких газет у Ростові-на-Дону, Царицині, станиці Великокняжеській Сальського округу.
У вересні 1918 — червні 1919 року — член і секретар Донського бюро ЦК РКП(б) у Міллерово, Курську та Козлові.
У червні 1919 — травні 1921 року — начальник політичного відділу 13-ї стрілецької дивізії; начальник політичного відділу 15-ї стрілецької дивізії; начальник політичного відділу 40-ї стрілецької дивізії; начальник політичного відділу 42-ї стрілецької дивізії РСЧА на Південному фронті.
У червні 1921 — червні 1923 року — слухач курсів марксизму при Комуністичній академії в Москві.
У червні 1923 — березні 1924 року — інструктор Донецького губернського комітету КП(б)У.
У березні — червні 1924 року — завідувач відділу агітації та пропаганди Артемівського (Бахмутського) окружного комітету КП(б)У.
У червні 1924 — липні 1925 року — завідувач організаційного відділу Тагільського окружного комітету РКП(б) на Уралі.
У липні 1925 — жовтні 1926 року — секретар Нитвенського районного комітету РКП(б) Пермського округу.
У листопаді 1926 — травні 1930 року — інструктор ЦК ВКП(б), помічник завідувача організаційно-розподільного відділу ЦК ВКП(б).
У травні 1930 — березні 1931 року — відповідальний секретар Північно-Маньчжурського обласного комітету ВКП(б).
У березні 1931 — червні 1933 року — відповідальний інструктор ЦК ВКП(б).
У липні 1933 — січні 1934 року — 1-й секретар Хабаровського районного комітету ВКП(б); секретар Далекосхідного крайового комітету ВКП(б).
У лютому 1934 — березні 1935 року — уповноважений Комісії партійного контролю при ЦК ВКП(б) по Сталінградському краю.
У квітні 1935 — квітні 1936 року — керівник групи Комісії партійного контролю при ЦК ВКП(б) у Москві.
У квітні 1936 — листопаді 1937 року — уповноважений Комісії партійного контролю при ЦК ВКП(б) по Куйбишевському краю (області).
2 листопада 1937 року заарештований органами НКВС. Засуджений Воєнною колегією Верховного суду СРСР 25 лютого 1939 року до страти, розстріляний того ж дня. Похований на Донському цвинтарі Москви.
12 листопада 1955 року реабілітований, 16 грудня 1955 року посмертно відновлений у партії.